# Lago Puyehue
Der Lago Puyehue ist ein großer See im Süden Chiles.
Er liegt in den Regionen Los Lagos und Los Ríos. Der See liegt zwischen den Städten Entre Lagos und Licán.
Der Lago Puyehue besitzt eine Fläche von rund 156 km² und eine maximale Tiefe von 135 m. Der See ist ein alter Gletschersee aus der Eiszeit mit kristallklarem Wasser. Am See gibt es viele herrliche Strände, z. B. im Bereich Mantilhue. Er ist die Quelle des Flusses Río Pilmaiquén.
Im Nordosten des Sees liegt die 4 km² große Insel Fresia, die von einem uralten Baumbestand bewachsen ist. Östlich des Sees liegt der 2236 m hohe aktive Vulkan Vulkan Puyehue. In diesem Gebiet gibt es Thermalquellen und Geysire. Hier liegt auch der 107 km² große Nationalpark Puyehue, teilweise im Bereich der Antillanca, mit Ulmo- und Coigüe-Wäldern und einer sehr reichen Fauna.
Der See und die Flüsse sind sehr fischreich, man fängt dort z. B. Forellen und Lachse.

## Geschichte
Der Lago Puyehue wurde erstmals 1553 von Francisco de Villagra besucht. Die Stadt Entre Lagos entstand ab 1938. Der Nationalpark Puyehue wurde schon 1941 eingerichtet.

## Wirtschaft
Der Tourismus, Fischfang und die Forstwirtschaft spielt eine wichtige Rolle in Gegend. Der See ist ideal für den Segelsport und für Angler geeignet. An den Ufern gibt es Campingplätze.
Mehrere Wasserkraftwerke dienen in der Gegend zur Energiegewinnung. Die Panamericana führt in der Nähe des Sees vorbei.